# Intendant (Frankrijk)
De intendant was in Frankrijk een aan het hoofd van een provincie geplaatste ambtenaar, met omvangrijke uitvoerende bevoegdheden. De intendant was de degene die bijna het gehele bestuur voerde binnen een provincie. In elk kanton van zijn provincie werd hij door een door hem benoemde gevolmachtigde ter zijde gestaan. De intendant was ook verantwoordelijk voor de provinciale inkomsten en uitgaven. Hij inde belastingen als de taille, het hoofdgeld en de twintigsten en verdeelde de opbrengst. Ten tijde van koning Lodewijk XIV  waren er 33 intendanten.
De intendant was op elk moment afzetbaar. Hij was meestal afkomstig uit de lagere adel. Vanwege zijn afkomst was de intendant nooit populair onder de oude aristocratie, die met minachting op hem neerkeek. John Law (1671-1729), Schots bankier en econoom, vertelde een markies: "Ik geloofde niet wat ik zag toen ik inspecteur van financiën was. U moet weten dat dit Franse koninkrijk wordt bestuurd door dertig intendanten. Er is geen parlement, er zijn geen staten, geen gouverneurs; het zijn dertig ondergeschikte ambtenaren die aan de provincies zijn toegewezen en van wier besluiten het wel en wee van deze provincies afhangt, hun welvaart of hun schraalheid."
De aanstelling van de militie, die door middel van dienstplicht werd aangevuld, werd door de intendant geregeld. Hij bepaalde wie en hoeveel jonge mannen per parochie naar de militie gingen. Onder de naam van de intendant zorgden zijn gevolmachtigden voor de afhandeling van vrijstelling. (Veel jonge mannen probeerden aan de dienstplicht te ontkomen door bijvoorbeeld een vinger af te hakken.)
Ondanks de machtige positie die een intendant had, was hij zelden bekend onder de bevolking en liet hij meestal weinig sporen na in de geschiedenis. De adel genoot meer bekendheid. Het was de (hoge) adel die de koning omringde en die het bevel voerde over leger en vloot.